# Кенесары (село)
Кенесары́ (каз. Кенесары, бывшая — Алекса́ндровка) — аул в Бурабайском районе Акмолинской области Казахстана. Административный центр Кенесаринского сельского округа. Код КАТО — 117053100.

## География
Аул расположен северо-западной части района, на расстоянии примерно 28 километров (по прямой) к северо-западу от административного центра района — города Щучинск. 
Абсолютная высота — 302 метров над уровнем моря.
Климат холодно-умеренный, с хорошей влажностью. Среднегодовая температура воздуха положительная и составляет около +3,0°С. Среднемесячная температура воздуха в июле достигает +18,9°С. Среднемесячная температура января составляет около -14,7°С. Среднегодовое количество осадков составляет около 474 мм. Основная часть осадков выпадает в период с мая по август.
Ближайшие населённые пункты: аул Баянбай — на юго-востоке, село Игилик — на юге.
Близ аула проходит Трансказахстанская железнодорожная магистраль, имеется станция.

## Население
В 1989 году население аула составляло 2592 человек (из них русские — 44 %, казахи — 31 %).
В 1999 году население аула составляло 1829 человек (896 мужчин и 933 женщины). По данным переписи 2009 года, в ауле проживало 1598 человек (783 мужчины и 815 женщин).
| Численность населения | Численность населения | Численность населения |
| 1989                  | 1999                  | 2009                  |
| --------------------- | --------------------- | --------------------- |
| 2592                  | ↘1829                 | ↘1598                 |

## Улицы[5]
- ул. Акжол
- ул. Береке
- ул. Бирлик
- ул. Достык
- ул. Енбек
- ул. Жагалау
- ул. Жайлау
- ул. Женис
- ул. Жумабека Ташенева
- ул. Зеленая
- ул. Малика Габдуллина
- ул. Мамыр
- ул. Мектеп
- ул. Сарыарка